# JIPMソリューション
株式会社 JIPMソリューション（ジェイアイピーエムソリューション、JIPM-Solutions）は、製造業を対象に工場の設備改善、作業改善を支援していたコンサルティングファーム。
2005年に設立された。日本能率協会グループの1法人。
2013年7月1日で同グループの株式会社日本能率協会コンサルティングと合併。

## 概要
TPM(全員参加の生産保全・経営,Total Productive Maintenance & Management)等の手法指導者を、工場などに派遣。
また関連した教育サービス・出版も行っていた。